# Tillandsia cretacea
Tillandsia cretacea là một loài thuộc chi Tillandsia. Đây là loài đặc hữu của México.